# 34249 Leolo
34249 Leolo este o planetă minoră (asteroid) din centura de asteroizi. A fost descoperită pe 29 august 2000 la Experimental Test Site⁠(d) de Lincoln Near-Earth Asteroid Research. 
Obiectul prezintă o orbită caracterizată de o semiaxă mare de 2,723971 UAi, o excentricitate de 0,13, o înclinație de 5,03367 ° în raport cu ecliptica.